# Ema Normanska
Ema Normanska (o. 985. – 1052.) bila je engleska kraljica kao supruga dvojice kraljeva - Ethelreda II. Nespremnog i Knuta Velikog. 

## Biografija
Bila je kći Rikarda I., vojvode Normandije i njegove druge supruge Gunnore. Brat joj je bio Rikard II. Normanski, a sestra joj se zvala Maud.
Prvom mužu je rodila troje djece:
- Edvard III. Ispovjednik
- Goda
- Alfred Ætheling

1013. Ethelred je poslao Emu s djecom u Normandiju k njenom bratu.
Poslije smrti prvog muža udala se za Knuta. Brakom je vjerojatno spasila svoju djecu. Knutu je rodila Hartaknuta i Gunhildu.
Nakon Knutove smrti Emini su se sinovi vratili da ju vide. Stavljenu su pod zaštitu svog polubrata Hartaknuta.
Umrla je u Winchesteru 6. ožujka 1052.

## Vanjske poveznice
|  | Zajednički poslužitelj ima još gradiva o temi Ema Normanska |